# Morralet
El morralet (Sepiola rondeleti) és una espècie de mol·lusc cefalòpode de l'ordre Sepiolida, comestible, natiu del nord-est de l'Atlàntic i del Mediterrani incloent l'estret de Sicília, el mar Egea, l'Adriàtica, Màrmara i Mar de Llevant. En el nord-est de l'Atlàntic s'estén des del mar del Nord fins al Senegal. És l'espècie de Sepiola més comuna al Mediterrani.

## Descripció

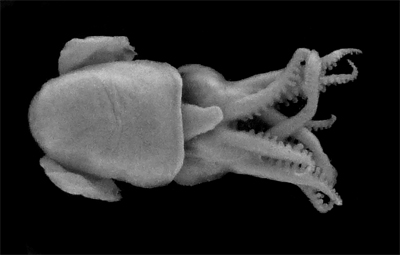
Especímen conservat en formaldehid

Són de color marró però poden canviar el color a voluntat. Tenen el cos molt semblant a una sèpia petita però aplanat i sense una cresta que els envolta sinó unes expansions en forma d'orelleta que els ajuda a desplaçar-se. El mantell de les femelles fa fins a 60 mm mentre se sap que hi ha mascles que no passen de 25 mm. Viu sobre fons sorrencs o en prats de Posidonia oceanica fins a 450 m de fondària. Són carnívors, mengen petits peixos i crustacis. No passen per l'estadi de larva.